# Michael Rabin (violinista)
Para el científico de la computación, véase Michael Oster Rabin (científico de la computación).
Michael Rabin (2 de mayo de 1936 – 19 de enero de 1972) fue un violinista estadounidense de origen rumano-judío.
Comenzó a aprender el violín a los siete años. George, su padre, violinista de la Filarmónica de Nueva York, descubrió su talento. Se acordó una clase con Jascha Heifetz, y el maestro le aconsejó estudiar con Ivan Galamian, quien dijo que no mostraba "ninguna debilidad, nunca". Jeanne, su madre, pianista exitosa, estudió en la Escuela Juilliard. Comenzó sus estudios con Galamian en Nueva York y en la Escuela de Música Meadowmount y en la Escuela Juilliard, y se presentó con varias orquestas antes de su debut en el Carnegie Hall el 29 de noviembre de 1951, donde interpretó el Concierto para violín n.º 1 en re mayor de Niccolò Paganini, al lado de la Filarmónica de Nueva York y bajo la batuta de Dimitri Mitropoulos. Tenía tan sólo 15 años. Se presentó por primera vez en Londres el 13 de diciembre de 1954, con tan sólo 18 años, interpretando el Concierto en re para violín de Piotr Ilich Chaikovski en el Royal Albert Hall al lado de la Orquesta Sinfónica BBC.
Michael Rabin grabó conciertos de Felix Mendelssohn, de Aleksandr Glazunov, de Paganini (dos grabaciones del Concierto n.º 1 en re mayor), de Henryk Wieniawski (el Concierto para violín n.º 1 en fa sostenido menor y el Concierto para violín n.º 2 en re menor) y de Chaikovski, y también la Fantasía escocesa de Max Bruch y los 24 caprichos para violín solo de Paganini. Grabó la Sonata en do mayor para violín solo de Johann Sebastian Bach y la tercera y cuarta sonatas para violín solo de Eugène Ysaÿe, además de piezas virtuosísticas y un álbum con la Hollywood Bowl Orchestra.
Michael Rabin tenía un estilo bel canto. Se presentó en muchas ciudades: tocó en todas las ciudades grandes de los Estados Unidos, de Europa, de América del Sur y de Australia. Durante un recital en el Carnegie Hall, cayó repentinamente hacia delante y fue éste el comienzo de un padecimiento neurológico que habría de afectar negativamente su carrera. Falleció prematuramente, a los 35 años, de un accidente que tuvo al caer en su apartamento de Nueva York.
Se presentó muchos años con el "Kubelik" Guarnerius del Gesu de 1735. Su creador, el fabricante de violines Giuseppe Guarneri, era conocido como del Gesù debido a que sus etiquetas incluían las palabras nomina sacra, I.H.S. (In Hoc Signo) y una cruz romana.
Interpretó los solos de violín de la película 'Rhapsody', producida en 1954 por la MGM, protagonizada por Elizabeth Taylor.